# Gilmerdingen
Gilmerdingen è una frazione (Ortsteil) del comune di Neuenkirchen, nel land della Bassa Sassonia, in Germania.

## Storia
Già comune autonomo nel circondario di Soltau, fu soppresso e incorporato a Neuenkirchen il 1º marzo 1974.